# Ernst Mauritz Dahlin

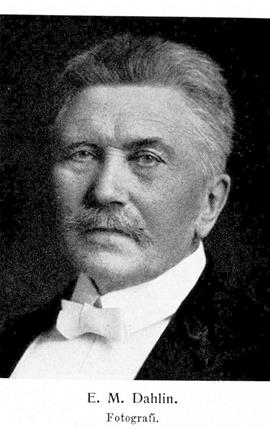
Ernst Mauritz Dahlin

Ernst Mauritz Dahlin (* 4. August 1843 in Handog, Gemeinde Östersund; † 24. Februar 1929 in Helsingborg) war ein schwedischer Mathematikhistoriker.

## Leben
Dahlin besuchte zunächst eine Schule in Östersund und wechselte dann an ein Gymnasium in Uppsala. Nach dem Schulabschluss ging er nicht sofort an die Universität, erst 1869 wurde er an der Universität Uppsala immatrikuliert. Das Studium schloss er 1973 mit dem Bachelor-Grad ab. Anschließend widmete er sich seiner Doktor-Arbeit, in der er die Geschichte der Mathematik in Schweden vor 1679 untersuchte. Er wurde 1875 promoviert und im selben Jahr zum Dozenten für Mathematik an der Universität Uppsala ernannt. Nachdem eine Dozentur für Geschichte der Mathematik seitens der Universität nicht genehmigt wurde, nahm er die finanziell lukrativere Stellung als Angestellter der Schwedischen Nationalbank an. Er wechselte aber bereits nach wenigen Monaten in den Strafvollzugsdienst, wo er bis 1913 in verschiedenen Positionen für das dortige Schulwesen verantwortlich war. Daneben war er bis 1903 als Lehrer an der Schifffahrtsschule in Malmö tätig.
Seine Dissertationsschrift wurde als Buch veröffentlicht und hatte eine nachhaltige Wirkung in der mathematikhistorischen Forschung in Schweden. 1895 wurde Dahlin mit dem Wasaorden ausgezeichnet.

## Schriften (Auswahl)
- Ernst Dahlin: Mathematics in Sweden before 1679 – Extracts. Hrsg.: School of Mathematics and Statistics, University of St Andrews. 2016 (st-andrews.ac.uk – schwedisch: Bidrag till de matematiska vetenskapernas historia i Sverige före 1679. Uppsala 1875. Übersetzt von Annette Oldsberg).